# Didymodon brachyphyllus
Didymodon brachyphyllus är en bladmossart som beskrevs av Richard Henry Zander 1978. Didymodon brachyphyllus ingår i släktet lansmossor, och familjen Pottiaceae. Arten har ej påträffats i Sverige. Inga underarter finns listade i Catalogue of Life.